# Mayrac (Aude)

Mayrac était une commune de l'Aude. Elle a d'abord été incorporée au village de Capendu sous le nom de Capendu-Mayrac, puis définitivement absorbée, si bien qu'il ne subsiste le souvenir de ce hameau, plus que dans un armorial des communes de l'Aude qui désigne ses armes ainsi : D'argent au trèfle d'azur, et pour celles de Capendu-Mayrac : Écartelé : au 1er et au 4e de Capendu, au 2e et au 4e de Mayrac.